# Guillaume Boisseau
Pour les articles homonymes, voir Boisseau (homonymie).
Guillaume Boisseau est un acteur français. Il est le frère d'Arnaud et Damien Boisseau.

## Filmographie

### Cinéma
- 1980 : Mon oncle d'Amérique : Jean enfant
- 1983 : L'Été de nos quinze ans : Jojo
- 1983 : La vie est un roman : Frédéric
- 1984 : Vive la vie !
- 1984 : La Triche
- 1987 : La Face cachée de la Lune

### Télévision
- 1981 : Les Amours des années folles : le petit garçon (1 épisode)
- 1981 : Dickie-roi (1 épisode)
- 1983 : L'Île Bleue : l'enfant
- 1984 : Aéroport : Issue de secours : Christophe
- 1984 : Image interdite : le deuxième enfant
- 1986 : L'Homme au képi noir : Thomas

## Doublage

### Cinéma
- 1984 : L'Histoire sans fin : Bastien Balthazar Bux (Barret Oliver)
- 1984 : Paris, Texas : Hunter Henderson (Hunter Carson)
- 1985 : Les Goonies : Lawrence Cohen (Jeff Cohen)
- 1985 : Witness : Samuel Lapp (Lukas Haas)
- 1985 : D.A.R.Y.L. : Turtle Fox (Danny Corkill) (1er doublage)
- 1986 : Stand by Me : Vern Tessio (Jerry O'Connell)
- 1987 : Empire du soleil : James « Jim » Graham (Christian Bale)

### Télévision
- 1984 : Cathy la petite fermière : Abel et Peter